# Kalcitonin

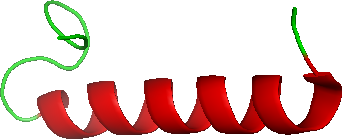
Kalcitonin hos hundlax.

Kalcitonin är ett 32 aminosyror långt, linjärt polypeptidhormon och en neuropeptid som huvudsakligen produceras av C-cellerna i sköldkörteln hos människor. Effekten av hormonet är att kalciumhalten (Ca2+) i blodet minskar, en motsatt effekt mot paratyroideahormonet (PTH). Hormonet har även återfunnits hos fisk, reptiler, fåglar och diverse däggdjur. Dess betydelse hos människan har ännu inte fastställts lika säkert som hos andra djur, eftersom hormonet vanligtvis inte är av betydelse för regleringen av normal kalciumhomeostas.

## Biosyntes
Kalcitonin bildas genom proteolys av större polypeptider, som produceras av CALC1-genen. CALC1-genen tillhör en överfamilj av föregångare till besläktade proteinhormon såsom betaamyloid och adrenomedullin.

## Fysiologi
Hormonet deltar i kalcium- (Ca2+) och fosformetabolism. På många sätt motverkar kalcitonin paratyroideahormonet (PTH).
Mer specifikt så påverkar kalcitonin blodets nivå av Ca2+ på tre olika sätt:
- Hämmar Ca2+-absorption hos tarmen[4]
- Hämmar osteoklastaktivitet i ben[5]
- Hämmar njurens återabsorption av Ca2+ och fosfat[6]

Utsöndring av kalcitonin stimuleras av:
- ökat [Ca2+] i serum[7]
- gastrin och pentagastrin.[8]

## Upptäckt
Kalcitonin upptäcktes 1962 av Copp och Cheney. Hormonet ansågs först vara utsöndrat från bisköldkörtlarna men man fastslog senare att det faktiska ursprunget var C-cellerna i sköldkörteln.
Kalcitonin finns numera i prokalcitonin som kan vägleda i behandlingsvalet av antibiotika eller ej. 